# Lista de episódios de Chicago Fire
Chicago Fire é um drama de televisão norte-americano criado por Michael Brandt e Derek Haas, que atuam como produtores executivos ao lado de Joe Chappelle, Peter Jankowski, Danielle Gelber, Matt Olmstead e Dick Wolf. A série, que estreou em 10 de outubro de 2012, vai ao ar na NBC.
O show explora a vida, tanto profissional quanto pessoal, dos bombeiros, equipes de resgate e paramédicos do Corpo de Bombeiros de Chicago no fictício Quartel 51, lar do fictício Veículo 51, Viatura 81, Esquadrão de resgate 3, Batalhão 25 e Ambulância 61.
Até 21 de maio de 2025, 274 episódios de Chicago Fire foram ao ar, atualmente em sua décima terceira temporada.

## Resumo
| Temporada | Temporada | Episódios | Episódios | Originalmente exibido  | Originalmente exibido | Audiência | Audiência                           |
| Temporada | Temporada | Episódios | Episódios | Estreia da temporada   | Final da temporada    | Rank      | Média de visualizações (em milhões) |
| --------- | --------- | --------- | --------- | ---------------------- | --------------------- | --------- | ----------------------------------- |
|           | 1         | 24        | 24        | 10 de outubro de 2012  | 22 de maio de 2013    | 51        | 7.78                                |
|           | 2         | 22        | 22        | 24 de setembro de 2013 | 13 de maio de 2014    | 31        | 9.70                                |
|           | 3         | 23        | 23        | 23 de setembro de 2014 | 12 de maio de 2015    | 47        | 9.65                                |
|           | 4         | 23        | 23        | 13 de outubro de 2015  | 17 de maio de 2016    | 31        | 10.47                               |
|           | 5         | 22        | 22        | 11 de outubro de 2016  | 16 de maio de 2017    | 26        | 9.92                                |
|           | 6         | 23        | 23        | 28 de setembro de 2017 | 10 de maio de 2018    | 29        | 9.67                                |
|           | 7         | 22        | 22        | 26 de setembro de 2018 | 22 de maio de 2019    | 14        | 11.37                               |
|           | 8         | 20        | 20        | 25 de setembro de 2019 | 15 de abril de 2020   | 8         | 11.70                               |
|           | 9         | 16        | 16        | 11 de novembro de 2020 | 26 de maio de 2021    | 7         | 10.23                               |
|           | 10        | 22        | 22        | 22 de setembro de 2021 | 25 de maio de 2022    | 7         | 9.81                                |
|           | 11        | 22        | 22        | 21 de setembro de 2022 | 24 de maio de 2023    | 7         | 9.25                                |
|           | 12        | 13        | 13        | 17 de janeiro de 2024  | 22 de maio de 2024    | 7         | 8.68                                |
|           | 13        | 22        | 22        | 25 de setembro de 2024 | 21 de maio de 2025    | ASA       | ASA                                 |

## Episódios

### Temporada 1 (2012–13)
| N.º na série | N.º na temp. | Título                  | Dirigido por       | Escrito por                                                                        | Exibição original       | Audiência (milhões) |
| ------------ | ------------ | ----------------------- | ------------------ | ---------------------------------------------------------------------------------- | ----------------------- | ------------------- |
| 1            | 1            | "Pilot"                 | Jeffrey Nachmanoff | Michael Brandt & Derek Haas                                                        | 10 de outubro de 2012   | 6.61                |
| 2            | 2            | "Mon Amour"             | Tom DiCillo        | Michael Brandt & Derek Haas                                                        | 17 de outubro de 2012   | 5.85                |
| 3            | 3            | "Professional Courtesy" | Joe Chappelle      | Matt Olmstead                                                                      | 24 de outubro de 2012   | 6.42                |
| 4            | 4            | "One Minute"            | Gloria Muzio       | Andrea Newman                                                                      | 31 de outubro de 2012   | 5.62                |
| 5            | 5            | "Hanging On"            | Jean de Segonzac   | Marc Dube                                                                          | 7 de novembro de 2012   | 7.03                |
| 6            | 6            | "Rear View Mirror"      | Joe Chappelle      | Thania St. John                                                                    | 14 de novembro de 2012  | 5.77                |
| 7            | 7            | "Two Families"          | Michael Slovis     | Michael Brandt & Derek Haas                                                        | 21 de novembro de 2012  | 5.55                |
| 8            | 8            | "Leaving the Station"   | Constantine Makris | Bryan Oh                                                                           | 5 de dezembro de 2012   | 7.21                |
| 9            | 9            | "It Ain't Easy"         | Tom DiCillo        | Hilly Hicks, Jr.                                                                   | 12 de dezembro de 2012  | 4.87                |
| 10           | 10           | "Merry Christmas, Etc." | Steve Shill        | Michael Gilvary                                                                    | 19 de dezembro de 2012  | 6.75                |
| 11           | 11           | "God Has Spoken"        | Daniel Sackheim    | Andrea Newman & Marc Dube                                                          | 2 de janeiro de 2013    | 8.54                |
| 12           | 12           | "Under the Knife"       | Alex Chapple       | Matt Olmstead & Ryan Rege Harris                                                   | 9 de janeiro de 2013    | 8.04                |
| 13           | 13           | "Warm and Dead"         | Alik Sakharov      | Michael Brandt & Derek Haas                                                        | 30 de janeiro de 2013   | 7.31                |
| 14           | 14           | "A Little Taste"        | Arthur W. Forney   | Matt Olmstead & Hilly Hicks, Jr.                                                   | 6 de fevereiro de 2013  | 6.60                |
| 15           | 15           | "Nazdarovya!"           | Joe Chappelle      | Andrea Newman                                                                      | 13 de fevereiro de 2013 | 6.65                |
| 16           | 16           | "Viral"                 | Michael Brandt     | Michael Gilvary                                                                    | 20 de fevereiro de 2013 | 6.50                |
| 17           | 17           | "Better to Lie"         | Joe Chappelle      | Matt Olmstead & Ryan Rege Harris                                                   | 27 de fevereiro de 2013 | 6.62                |
| 18           | 18           | "Fireworks"             | Karen Gaviola      | Tim Talbott                                                                        | 20 de março de 2013     | 6.39                |
| 19           | 19           | "A Coffin That Small"   | Darnell Martin     | História por : Steve Chickerotis Roteiro por : Michael Brandt & Derek Haas         | 27 de março de 2013     | 6.85                |
| 20           | 20           | "Ambition"              | Arthur W. Forney   | Andrea Newman & Michael Gilvary                                                    | 3 de abril de 2013      | 6.37                |
| 21           | 21           | "Retaliation Hit"       | Jean de Segonzac   | Matt Olmstead & Hilly Hicks, Jr.                                                   | 1 de maio de 2013       | 6.35                |
| 22           | 22           | "Leaders Lead"          | Michael Slovis     | História por : Dick Wolf & Matt Olmstead Roteiro por : Michael Brandt & Derek Haas | 8 de maio de 2013       | 6.89                |
| 23           | 23           | "Let Her Go"            | Joe Chappelle      | História por : Dick Wolf & Matt Olmstead Roteiro por : Michael Brandt & Derek Haas | 15 de maio de 2013      | 6.90                |
| 24           | 24           | "A Hell of a Ride"      | Alex Chapple       | Andrea Newman & Michael Gilvary                                                    | 22 de maio de 2013      | 6.13                |

### Temporada 2 (2013–14)
| N.º na série | N.º na temp. | Título                             | Dirigido por       | Escrito por                                                                        | Exibição original       | Audiência (milhões) |
| ------------ | ------------ | ---------------------------------- | ------------------ | ---------------------------------------------------------------------------------- | ----------------------- | ------------------- |
| 25           | 1            | "A Problem House"                  | Joe Chappelle      | Michael Brandt & Derek Haas                                                        | 24 de setembro de 2013  | 8.90                |
| 26           | 2            | "Prove It"                         | Tom DiCillo        | Andrea Newman                                                                      | 1 de outubro de 2013    | 8.74                |
| 27           | 3            | "Defcon 1"                         | Joe Chappelle      | Michael Gilvary                                                                    | 8 de outubro de 2013    | 7.43                |
| 28           | 4            | "A Nuisance Call"                  | Steve Shill        | Matt Olmstead & Hilly Hicks, Jr.                                                   | 15 de outubro de 2013   | 8.08                |
| 29           | 5            | "A Power Move"                     | Jann Turner        | Andi Bushell                                                                       | 22 de outubro de 2013   | 7.45                |
| 30           | 6            | "Joyriding"                        | Steve Shill        | Derek Haas & Tim Talbott                                                           | 12 de novembro de 2013  | 7.66                |
| 31           | 7            | "No Regrets"                       | Michael Slovis     | Michael Brandt & Ryan Rege Harris                                                  | 19 de novembro de 2013  | 7.49                |
| 32           | 8            | "Rhymes With Shout"                | Joe Chappelle      | Andrea Newman                                                                      | 26 de novembro de 2013  | 6.91                |
| 33           | 9            | "You Will Hurt Him"                | Sanford Bookstaver | Michael Gilvary                                                                    | 3 de dezembro de 2013   | 8.22                |
| 34           | 10           | "Not Like This"                    | Alex Chapple       | Michael Brandt & Derek Haas                                                        | 10 de dezembro de 2013  | 9.32                |
| 35           | 11           | "Shoved In My Face"                | Jean de Segonzac   | Hilly Hicks, Jr.                                                                   | 7 de janeiro de 2014    | 6.87                |
| 36           | 12           | "Out With a Bang"                  | Alik Sakharov      | Andrea Newman                                                                      | 14 de janeiro de 2014   | 6.76                |
| 37           | 13           | "Tonight's the Night"              | Jann Turner        | Derek Haas & Tim Talbott                                                           | 21 de janeiro de 2014   | 7.13                |
| 38           | 14           | "Virgin Skin"                      | Karen Gaviola      | Michael Brandt & Ryan Rege Harris                                                  | 25 de fevereiro de 2014 | 7.06                |
| 39           | 15           | "Keep Your Mouth Shut"             | Holly Dale         | Michael Gilvary                                                                    | 4 de março de 2014      | 7.07                |
| 40           | 16           | "A Rocket Blasting Off"            | Sanford Bookstaver | Matt Olmstead & Hilly Hicks, Jr.                                                   | 11 de março de 2014     | 7.21                |
| 41           | 17           | "When Things Got Rough"            | Jann Turner        | Andrea Newman                                                                      | 18 de março de 2014     | 6.96                |
| 42           | 18           | "Until Your Feet Leave the Ground" | Michael Slovis     | Matt Olmstead & Mick Betancourt                                                    | 8 de abril de 2014      | 6.96                |
| 43           | 19           | "A Heavy Weight"                   | Reza Tabrizi       | Michael Gilvary                                                                    | 15 de abril de 2014     | 6.90                |
| 44           | 20           | "A Dark Day"                       | Joe Chappelle      | História por : Dick Wolf & Matt Olmstead Roteiro por : Michael Brandt & Derek Haas | 29 de abril de 2014     | 7.06                |
| 45           | 21           | "One More Shot"                    | Jean de Segonzac   | Andrea Newman                                                                      | 6 de maio de 2014       | 6.92                |
| 46           | 22           | "Real Never Waits"                 | Michael Brandt     | Michael Brandt & Derek Haas                                                        | 13 de maio de 2014      | 7.12                |

### Temporada 3 (2014–15)
| N.º na série | N.º na temp. | Título                                 | Dirigido por       | Escrito por                                                                              | Exibição original       | Audiência (milhões) |
| ------------ | ------------ | -------------------------------------- | ------------------ | ---------------------------------------------------------------------------------------- | ----------------------- | ------------------- |
| 47           | 1            | "Always"                               | Joe Chappelle      | Michael Brandt & Derek Haas                                                              | 23 de setembro de 2014  | 9.14                |
| 48           | 2            | "Wow Me"                               | Tom DiCillo        | Andrea Newman                                                                            | 30 de setembro de 2014  | 8.71                |
| 49           | 3            | "Just Drive the Truck"                 | Sanford Bookstaver | Michael Gilvary                                                                          | 7 de outubro de 2014    | 8.39                |
| 50           | 4            | "Apologies Are Dangerous"              | Steve Shill        | Michael Brandt & Ryan Rege Harris                                                        | 14 de outubro de 2014   | 7.11                |
| 51           | 5            | "The Nuclear Option"                   | Joe Chappelle      | Tim Talbott                                                                              | 21 de outubro de 2014   | 7.45                |
| 52           | 6            | "Madmen and Fools"                     | Rod Holcomb        | Tiller Russell                                                                           | 28 de outubro de 2014   | 7.23                |
| 53           | 7            | "Nobody Touches Anything"              | Alex Chapple       | História por : Dick Wolf & Jill Weinberger Roteiro por : Matt Olmstead & Jill Weinberger | 11 de novembro de 2014  | 9.06                |
| 54           | 8            | "Chopper"                              | Jann Turner        | Derek Haas & Michael A. O'Shea                                                           | 18 de novembro de 2014  | 7.75                |
| 55           | 9            | "Arrest in Transit"                    | Jean de Segonzac   | Andrea Newman                                                                            | 25 de novembro de 2014  | 6.02                |
| 56           | 10           | "Santa Bites"                          | Holly Dale         | Michael Brandt & Derek Haas                                                              | 2 de dezembro de 2014   | 7.36                |
| 57           | 11           | "Let Him Die"                          | Steve Shill        | Michael Gilvary                                                                          | 6 de janeiro de 2015    | 6.77                |
| 58           | 12           | "Ambush Predator"                      | Joe Chappelle      | História por : Steve Chikerotis & Tiller Russell Roteiro por : Tiller Russell            | 13 de janeiro de 2015   | 6.66                |
| 59           | 13           | "Three Bells"                          | Arthur W. Forney   | Jill Weinberger                                                                          | 3 de fevereiro de 2015  | 6.52                |
| 60           | 14           | "Call It Paradise"                     | Reza Tabrizi       | Matt Olmstead & Michael A. O'Shea                                                        | 10 de fevereiro de 2015 | 6.29                |
| 61           | 15           | "Headlong Toward Disaster"             | Joe Chappelle      | Michael Gilvary                                                                          | 17 de fevereiro de 2015 | 6.26                |
| 62           | 16           | "Red Rag the Bull"                     | Sanford Bookstaver | Tiller Russell                                                                           | 3 de março de 2015      | 9.07                |
| 63           | 17           | "Forgive You Anything"                 | Reza Tabrizi       | História por : Dick Wolf & Matt Olmstead Roteiro por : Andrea Newman                     | 10 de março de 2015     | 8.57                |
| 64           | 18           | "Forgiving, Relentless, Unconditional" | Karyn Kusama       | Michael A. O'Shea & Jill Weinberger                                                      | 17 de março de 2015     | 6.96                |
| 65           | 19           | "I Am the Apocalypse"                  | Joe Chappelle      | História por : Dick Wolf & Matt Olmstead Roteiro por : Michael Brandt & Derek Haas       | 7 de abril de 2015      | 8.43                |
| 66           | 20           | "You Know Where to Find Me"            | Jean de Segonzac   | Michael Gilvary                                                                          | 21 de abril de 2015     | 6.72                |
| 67           | 21           | "We Called Her Jellybean"              | Joe Chappelle      | História por : Matt Olmstead & Tiller Russell Roteiro por : Tiller Russell               | 28 de abril de 2015     | 6.85                |
| 68           | 22           | "Category 5"                           | Dan Lerner         | Andrea Newman                                                                            | 5 de maio de 2015       | 6.76                |
| 69           | 23           | "Spartacus"                            | Michael Brandt     | Michael Brandt & Derek Haas                                                              | 12 de maio de 2015      | 6.66                |

### Temporada 4 (2015–16)
| N.º na série | N.º na temp. | Título                       | Dirigido por       | Escrito por                                                                                | Exibição original       | Audiência (milhões) |
| ------------ | ------------ | ---------------------------- | ------------------ | ------------------------------------------------------------------------------------------ | ----------------------- | ------------------- |
| 70           | 1            | "Let It Burn"                | Joe Chappelle      | Andrea Newman & Michael Gilvary                                                            | 13 de outubro de 2015   | 7.37                |
| 71           | 2            | "A Taste of Panama City"     | Sanford Bookstaver | Tiller Russell                                                                             | 20 de outubro de 2015   | 7.64                |
| 72           | 3            | "I Walk Away"                | Tom DiCillo        | Sarah Kucserka & Veronica West                                                             | 27 de outubro de 2015   | 7.80                |
| 73           | 4            | "Your Day Is Coming"         | Reza Tabrizi       | Jill Weinberger                                                                            | 3 de novembro de 2015   | 8.11                |
| 74           | 5            | "Regarding This Wedding"     | Joe Chappelle      | Michael A. O'Shea                                                                          | 10 de novembro de 2015  | 8.15                |
| 75           | 6            | "2112"                       | Holly Dale         | Ian McCulloch                                                                              | 17 de novembro de 2015  | 7.95                |
| 76           | 7            | "Sharp Elbows"               | Dan Lerner         | Tiller Russell & Liz Alper & Ally Seibert                                                  | 24 de novembro de 2015  | 7.34                |
| 77           | 8            | "When Tortoises Fly"         | Haze Bergeron      | Michael Gilvary                                                                            | 1 de dezembro de 2015   | 8.62                |
| 78           | 9            | "Short and Fat"              | Joe Chappelle      | Michael Brandt & Derek Haas                                                                | 8 de dezembro de 2015   | 9.13                |
| 79           | 10           | "The Beating Heart"          | Reza Tabrizi       | Andrea Newman                                                                              | 5 de janeiro de 2016    | 7.43                |
| 80           | 11           | "The Path of Destruction"    | Drucilla Carlson   | Sarah Kucserka & Veronica West                                                             | 19 de janeiro de 2016   | 8.16                |
| 81           | 12           | "Not Everyone Makes It"      | Reza Tabrizi       | Tiller Russell                                                                             | 26 de janeiro de 2016   | 8.46                |
| 82           | 13           | "The Sky Is Falling"         | Joe Chappelle      | Michael Brandt & Michael A. O'Shea                                                         | 2 de fevereiro de 2016  | 8.18                |
| 83           | 14           | "All Hard Parts"             | Sanford Bookstaver | Jill Weinberger                                                                            | 9 de fevereiro de 2016  | 8.13                |
| 84           | 15           | "Bad For the Soul"           | Jann Turner        | Andrea Newman & Michael Gilvary                                                            | 16 de fevereiro de 2016 | 7.53                |
| 85           | 16           | "Two Ts"                     | Reza Tabrizi       | Derek Haas & Ian McCulloch                                                                 | 23 de fevereiro de 2016 | 7.80                |
| 86           | 17           | "What Happened to Courtney"  | Jeffrey Hunt       | História por : Matt Olmstead Roteiro por : Liz Alper & Ally Seibert                        | 29 de março de 2016     | 8.66                |
| 87           | 18           | "On the Warpath"             | Joe Chappelle      | Sarah Kucserka & Veronica West                                                             | 5 de abril de 2016      | 7.68                |
| 88           | 19           | "I Will Be Walking"          | Sanford Bookstaver | Tiller Russell                                                                             | 19 de abril de 2016     | 8.17                |
| 89           | 20           | "The Last One for Mom"       | Fred Berner        | História por : Matt Olmstead Roteiro por : Gwen Sigan                                      | 26 de abril de 2016     | 8.22                |
| 90           | 21           | "Kind of a Crazy Idea"       | Joe Chappelle      | Andrea Newman & Michael Gilvary                                                            | 3 de maio de 2016       | 7.79                |
| 91           | 22           | "Where the Collapse Started" | Sanford Bookstaver | Sarah Kucserka & Veronica West                                                             | 10 de maio de 2016      | 7.98                |
| 92           | 23           | "Superhero"                  | Michael Brandt     | História por : Ian McCulloch & Michael A. O'Shea Roteiro por : Michael Brandt & Derek Haas | 17 de maio de 2016      | 7.91                |

### Temporada 5 (2016–17)
| N.º na série | N.º na temp. | Título                       | Dirigido por            | Escrito por                                | Exibição original       | Audiência (milhões) |
| ------------ | ------------ | ---------------------------- | ----------------------- | ------------------------------------------ | ----------------------- | ------------------- |
| 93           | 1            | "The Hose or the Animal"     | Joe Chappelle           | Michael Brandt & Derek Haas                | 11 de outubro de 2016   | 7.52                |
| 94           | 2            | "A Real Wake-Up Call"        | Reza Tabrizi            | Andrea Newman & Michael Gilvary            | 18 de outubro de 2016   | 7.40                |
| 95           | 3            | "Scorched Earth"             | Joe Chappelle           | Sarah Kucserka & Veronica West             | 25 de outubro de 2016   | 6.93                |
| 96           | 4            | "Nobody Else is Dying Today" | Sanford Bookstaver      | Jill Weinberger                            | 1 de novembro de 2016   | 6.65                |
| 97           | 5            | "I Held Her Hand"            | Reza Tabrizi            | Roger Grant                                | 15 de novembro de 2016  | 6.99                |
| 98           | 6            | "That Day"                   | Dan Lerner              | Michael A. O'Shea                          | 22 de novembro de 2016  | 6.48                |
| 99           | 7            | "Lift Each Other"            | Alex Chapple            | Liz Alper & Ally Seibert                   | 29 de novembro de 2016  | 7.94                |
| 100          | 8            | "One Hundred"                | Joe Chappelle           | Michael Brandt & Derek Haas                | 6 de dezembro de 2016   | 7.77                |
| 101          | 9            | "Some Make It, Some Don't"   | Drucilla Carlson        | Andrea Newman                              | 3 de janeiro de 2017    | 7.62                |
| 102          | 10           | "The People We Meet"         | David Rodriguez         | Sarah Kucserka & Veronica West             | 17 de janeiro de 2017   | 7.15                |
| 103          | 11           | "Who Lives and Who Dies"     | Haze J. F. Bergeron III | Michael Gilvary                            | 24 de janeiro de 2017   | 7.38                |
| 104          | 12           | "An Agent of the Machine"    | Jann Turner             | Jill Weinberger                            | 7 de fevereiro de 2017  | 6.87                |
| 105          | 13           | "Trading in Scuttlebutt"     | Reza Tabrizi            | Roger Grant                                | 14 de fevereiro de 2017 | 6.77                |
| 106          | 14           | "Purgatory"                  | Joe Chappelle           | Michael Brandt & Derek Haas                | 21 de fevereiro de 2017 | 7.16                |
| 107          | 15           | "Deathtrap"                  | Joe Chappelle           | Andrea Newman                              | 1 de março de 2017      | 9.01                |
| 108          | 16           | "Telling Her Goodbye"        | Reza Tabrizi            | Michael A. O'Shea                          | 21 de março de 2017     | 7.21                |
| 109          | 17           | "Babies and Fools"           | Holly Dale              | Michael Gilvary & Liz Alper & Ally Seibert | 28 de março de 2017     | 6.68                |
| 110          | 18           | "Take a Knee"                | Joe Chappelle           | Michael Brandt & Derek Haas                | 4 de abril de 2017      | 6.29                |
| 111          | 19           | "Carry Their Legacy"         | Reza Tabrizi            | Michael A. O'Shea                          | 25 de abril de 2017     | 6.91                |
| 112          | 20           | "Carry Me"                   | Eric Laneuville         | Jill Weinberger                            | 2 de maio de 2017       | 6.08                |
| 113          | 21           | "Sixty Days"                 | Sanford Bookstaver      | Michael Gilvary                            | 9 de maio de 2017       | 5.92                |
| 114          | 22           | "My Miracle"                 | Michael Brandt          | Michael Brandt & Derek Haas                | 16 de maio de 2017      | 6.30                |

### Temporada 6 (2017–18)
| N.º na série | N.º na temp. | Título                               | Dirigido por       | Escrito por                                             | Exibição original      | Audiência (milhões) |
| ------------ | ------------ | ------------------------------------ | ------------------ | ------------------------------------------------------- | ---------------------- | ------------------- |
| 115          | 1            | "It Wasn't Enough"                   | Reza Tabrizi       | Derek Haas                                              | 28 de setembro de 2017 | 7.19                |
| 116          | 2            | "Ignite on Contact"                  | John Hyams         | Andrea Newman                                           | 5 de outubro de 2017   | 6.13                |
| 117          | 3            | "An Even Bigger Surprise"            | Sanford Bookstaver | Jill Weinberger                                         | 12 de outubro de 2017  | 6.16                |
| 118          | 4            | "A Breaking Point"                   | Matt Earl Beesley  | Michael A. O'Shea                                       | 19 de outubro de 2017  | 6.35                |
| 119          | 5            | "Devil's Bargain"                    | Jono Oliver        | Michael Gilvary                                         | 26 de outubro de 2017  | 6.55                |
| 120          | 6            | "Down is Better"                     | Reza Tabrizi       | Derek Haas                                              | 2 de novembro de 2017  | 5.88                |
| 121          | 7            | "A Man's Legacy"                     | Joe Chappelle      | Alvaro Rodriguez                                        | 4 de janeiro de 2018   | 5.96                |
| 122          | 8            | "The Whole Point of Being Roommates" | Stephen Cragg      | Jamila Daniel                                           | 11 de janeiro de 2018  | 5.30                |
| 123          | 9            | "Foul is Fair"                       | Sanford Bookstaver | Derek Haas                                              | 18 de janeiro de 2018  | 5.68                |
| 124          | 10           | "Slamigan"                           | Bill Johnson       | Andrea Newman                                           | 25 de janeiro de 2018  | 6.06                |
| 125          | 11           | "Law of the Jungle"                  | Reza Tabrizi       | Michael A. O'Shea                                       | 1 de fevereiro de 2018 | 5.67                |
| 126          | 12           | "The F is For"                       | James Hanlon       | Jill Weinberger                                         | 1 de março de 2018     | 5.67                |
| 127          | 13           | "Hiding Not Seeking"                 | Leslie Libman      | Derek Haas & Andrea Newman & Michael Gilvary            | 8 de março de 2018     | 6.24                |
| 128          | 14           | "Looking for a Lifeline"             | Joe Chappelle      | Derek Haas                                              | 22 de março de 2018    | 6.88                |
| 129          | 15           | "The Chance to Forgive"              | Reza Tabrizi       | Michael A. O'Shea & Jamila Daniel                       | 22 de março de 2018    | 6.88                |
| 130          | 16           | "The One that Matters the Most"      | Bill Johnson       | Michael Gilvary                                         | 29 de março de 2018    | 5.42                |
| 131          | 17           | "Put White on Me"                    | Matt Earl Beesley  | História por : Jill Weinberger Roteiro por : Derek Haas | 5 de abril de 2018     | 5.48                |
| 132          | 18           | "When They See Us Coming"            | Lin Oeding         | Andrea Newman & Michael Gilvary                         | 12 de abril de 2018    | 5.64                |
| 133          | 19           | "Where I Want to Be"                 | Eric Laneuville    | Michael A. O'Shea                                       | 19 de abril de 2018    | 5.39                |
| 134          | 20           | "The Strongest Among Us"             | Reza Tabrizi       | Derek Haas                                              | 26 de abril de 2018    | 5.55                |
| 135          | 21           | "The Unrivaled Standard"             | Joe Chappelle      | Jeff Drayer                                             | 3 de maio de 2018      | 5.54                |
| 136          | 22           | "One for the Ages"                   | Leslie Libman      | Michael Gilvary & Andrea Newman                         | 10 de maio de 2018     | 5.95                |
| 137          | 23           | "The Grand Gesture"                  | Reza Tabizi        | Derek Haas                                              | 10 de maio de 2018     | 5.95                |

### Temporada 7 (2018–19)
| N.º na série | N.º na temp. | Título                           | Dirigido por       | Escrito por                     | Exibição original       | Audiência (milhões) |
| ------------ | ------------ | -------------------------------- | ------------------ | ------------------------------- | ----------------------- | ------------------- |
| 138          | 1            | "A Closer Eye"                   | Sanford Bookstaver | Derek Haas                      | 26 de setembro de 2018  | 8.08                |
| 139          | 2            | "Going to War"                   | Reza Tabrizi       | Andrea Newman & Michael Gilvary | 3 de outubro de 2018    | 8.10                |
| 140          | 3            | "Thirty Percent Sleight of Hand" | Eric Laneuville    | Michael A. O'Shea               | 10 de outubro de 2018   | 8.41                |
| 141          | 4            | "This Isn't Charity"             | Batán Silva        | Matt Whitney                    | 17 de outubro de 2018   | 7.88                |
| 142          | 5            | "A Volatile Mixture"             | Sanford Bookstaver | Andrea Newman                   | 24 de outubro de 2018   | 7.70                |
| 143          | 6            | "All the Proof"                  | Leslie Libman      | Jamila Daniel                   | 31 de outubro de 2018   | 7.97                |
| 144          | 7            | "What Will Define You"           | Olivia Newman      | Michael A. O'Shea               | 7 de novembro de 2018   | 8.26                |
| 145          | 8            | "The Solution to Everything"     | Mark Tinker        | Michael Gilvary                 | 14 de novembro de 2018  | 7.29                |
| 146          | 9            | "Always a Catch"                 | Reza Tabrizi       | Derek Haas                      | 5 de dezembro de 2018   | 7.94                |
| 147          | 10           | "Inside These Walls"             | Jono Oliver        | Matt Whitney                    | 9 de janeiro de 2019    | 8.01                |
| 148          | 11           | "You Choose"                     | Paul McCrane       | Jamila Daniel                   | 16 de janeiro de 2019   | 8.03                |
| 149          | 12           | "Make This Right"                | Milena Govich      | Andrea Newman                   | 23 de janeiro de 2019   | 8.43                |
| 150          | 13           | "The Plunge"                     | Leslie Libman      | Michael A. O'Shea               | 6 de fevereiro de 2019  | 8.79                |
| 151          | 14           | "It Wasn't About Hockey"         | Carl Seaton        | Elizabeth Sherman & Derek Haas  | 13 de fevereiro de 2019 | 8.43                |
| 152          | 15           | "What I Saw"                     | Reza Tabrizi       | Andrea Newman & Michael Gilvary | 20 de fevereiro de 2019 | 8.85                |
| 153          | 16           | "Fault in Him"                   | Eric Laneuville    | Matt Whitney                    | 27 de fevereiro de 2019 | 8.27                |
| 154          | 17           | "Move a Wall"                    | Olivia Newman      | Derek Haas                      | 27 de março de 2019     | 8.26                |
| 155          | 18           | "No Such Thing as Bad Luck"      | Jann Turner        | Michael Gilvary                 | 3 de abril de 2019      | 8.24                |
| 156          | 19           | "Until the Weather Breaks"       | Reza Tabrizi       | Michael O'Shea                  | 24 de abril de 2019     | 8.11                |
| 157          | 20           | "Try Like Hell"                  | Stephen Cragg      | Matt Whitney & Jamila Daniel    | 8 de maio de 2019       | 7.74                |
| 158          | 21           | "The White Whale"                | Joe Chappelle      | Andrea Newman & Michael Gilvary | 15 de maio de 2019      | 7.96                |
| 159          | 22           | "I'm Not Leaving You"            | Reza Tabrizi       | Derek Haas                      | 22 de maio de 2019      | 7.51                |

### Temporada 8 (2019–20)
| N.º na série | N.º na temp. | Título                              | Dirigido por       | Escrito por                                                                                  | Exibição original       | Audiência (milhões) |
| ------------ | ------------ | ----------------------------------- | ------------------ | -------------------------------------------------------------------------------------------- | ----------------------- | ------------------- |
| 160          | 1            | "Sacred Ground"                     | Reza Tabrizi       | Derek Haas                                                                                   | 25 de setembro de 2019  | 7.32                |
| 161          | 2            | "A Real Shot in the Arm"            | Sanford Bookstaver | Andrea Newman & Michael Gilvary                                                              | 2 de outubro de 2019    | 7.64                |
| 162          | 3            | "Badlands"                          | Olivia Newman      | Michael A. O'Shea                                                                            | 9 de outubro de 2019    | 7.70                |
| 163          | 4            | "Infection: Part I"                 | Reza Tabrizi       | História por : Dick Wolf & Derek Haas Roteiro por : Derek Haas                               | 16 de outubro de 2019   | 8.23                |
| 164          | 5            | "Buckle Up"                         | Leslie Libman      | Matt Whitney                                                                                 | 23 de outubro de 2019   | 7.87                |
| 165          | 6            | "What Went Wrong"                   | Sanford Bookstaver | Jamila Daniel                                                                                | 30 de outubro de 2019   | 7.45                |
| 166          | 7            | "Welcome to Crazytown"              | Carl Seaton        | Andrea Newman & Michael Gilvary                                                              | 6 de novembro de 2019   | 7.68                |
| 167          | 8            | "Seeing is Believing"               | Eric Laneuville    | Ron McCants                                                                                  | 13 de novembro de 2019  | 7.17                |
| 168          | 9            | "Best Friend Magic"                 | Reza Tabrizi       | Derek Haas                                                                                   | 20 de novembro de 2019  | 8.36                |
| 169          | 10           | "Hold Our Ground"                   | Matt Earl Beesley  | Michael A. O'Shea                                                                            | 8 de janeiro de 2020    | 7.95                |
| 170          | 11           | "Where We End Up"                   | Batán Silva        | Matt Whitney                                                                                 | 15 de janeiro de 2020   | 8.17                |
| 171          | 12           | "Then Nick Porter Happened"         | Reza Tabrizi       | Andrea Newman & Michael Gilvary                                                              | 22 de janeiro de 2020   | 8.18                |
| 172          | 13           | "A Chicago Welcome"                 | Paul McCrane       | Derek Haas                                                                                   | 5 de fevereiro de 2020  | 8.18                |
| 173          | 14           | "Shut It Down"                      | Leslie Libman      | Neil McCormack                                                                               | 12 de fevereiro de 2020 | 8.28                |
| 174          | 15           | "Off the Grid"                      | Reza Tabrizi       | Matt Whitney                                                                                 | 26 de fevereiro de 2020 | 8.66                |
| 175          | 16           | "The Tendency of a Drowning Victim" | Matt Earl Beesley  | Andrea Newman & Michael Gilvary                                                              | 4 de março de 2020      | 8.26                |
| 176          | 17           | "Protect a Child"                   | Brenna Malloy      | Derek Haas                                                                                   | 18 de março de 2020     | 9.02                |
| 177          | 18           | "I'll Cover You"                    | Eric Laneuville    | História por : Ron McCants & Michael A. O'Shea Roteiro por : Michael Gilvary & Andrea Newman | 25 de março de 2020     | 9.20                |
| 178          | 19           | "Light Things Up"                   | Nicole Rubio       | Elizabeth Sherman                                                                            | 8 de abril de 2020      | 8.99                |
| 179          | 20           | "51's Original Bell"                | Eric Laneuville    | Matt Whitney                                                                                 | 15 de abril de 2020     | 9.46                |

### Temporada 9 (2020–21)
| N.º na série | N.º na temp. | Título                        | Dirigido por      | Escrito por                                  | Exibição original       | Audiência (milhões) |
| ------------ | ------------ | ----------------------------- | ----------------- | -------------------------------------------- | ----------------------- | ------------------- |
| 180          | 1            | "Rattle Second City"          | Reza Tabrizi      | Derek Haas                                   | 11 de novembro de 2020  | 7.23                |
| 181          | 2            | "That Kind of Heat"           | Reza Tabrizi      | Andrea Newman & Michael Gilvary              | 18 de novembro de 2020  | 7.77                |
| 182          | 3            | "Smash Therapy"               | Eric Laneuville   | Matt Whitney                                 | 13 de janeiro de 2021   | 7.26                |
| 183          | 4            | "Funny What Things Remind Us" | Matt Earl Beesley | Elizabeth Sherman                            | 27 de janeiro de 2021   | 6.95                |
| 184          | 5            | "My Lucky Day"                | Reza Tabrizi      | Michael Gilvary & Andrea Newman & Derek Haas | 3 de fevereiro de 2021  | 7.31                |
| 185          | 6            | "Blow This Up Somehow"        | Matt Earl Beesley | Andrea Newman & Michael Gilvary              | 10 de fevereiro de 2021 | 7.50                |
| 186          | 7            | "Dead of Winter"              | Brenna Malloy     | Kimberly Ndombe                              | 17 de fevereiro de 2021 | 7.29                |
| 187          | 8            | "Escape Route"                | Matt Earl Beesley | Neil McCormack                               | 10 de março de 2021     | 7.04                |
| 188          | 9            | "Double Red"                  | Reza Tabrizi      | Derek Haas                                   | 17 de março de 2021     | 7.48                |
| 189          | 10           | "One Crazy Shift"             | Milena Govich     | Ashley Cooper                                | 31 de março de 2021     | 7.35                |
| 190          | 11           | "A Couple Hundred Degrees"    | Brenna Malloy     | Andrea Newman & Michael Gilvary              | 7 de abril de 2021      | 6.65                |
| 191          | 12           | "Natural Born Firefighter"    | Eric Laneuville   | Matt Whitney                                 | 21 de abril de 2021     | 6.92                |
| 192          | 13           | "Don't Hang Up"               | Reza Tabrizi      | Derek Haas                                   | 5 de maio de 2021       | 7.22                |
| 193          | 14           | "What Comes Next"             | Eric Laneuville   | Elizabeth Sherman                            | 12 de maio de 2021      | 7.08                |
| 194          | 15           | "A White-Knuckle Panic"       | Reza Tabrizi      | Andrea Newman & Michael Gilvary              | 19 de maio de 2021      | 6.84                |
| 195          | 16           | "No Survivors"                | Lisa Robinson     | Derek Haas                                   | 26 de maio de 2021      | 7.26                |

### Temporada 10 (2021–22)
| N.º na série | N.º na temp. | Título                            | Dirigido por      | Escrito por                                                                    | Exibição original       | Audiência (milhões) |
| ------------ | ------------ | --------------------------------- | ----------------- | ------------------------------------------------------------------------------ | ----------------------- | ------------------- |
| 196          | 1            | "Mayday"                          | Reza Tabrizi      | Andrea Newman & Michael Gilvary                                                | 22 de setembro de 2021  | 7.28                |
| 197          | 2            | "Head Count"                      | Matt Earl Beesley | Matt Whitney                                                                   | 29 de setembro de 2021  | 7.36                |
| 198          | 3            | "Counting Your Breaths"           | Heather Cappiello | Elizabeth Sherman                                                              | 6 de outubro de 2021    | 7.18                |
| 199          | 4            | "The Right Thing"                 | Stephen Cragg     | Andrea Newman & Michael Gilvary                                                | 13 de outubro de 2021   | 7.25                |
| 200          | 5            | "Two Hundred"                     | Reza Tabrizi      | Derek Haas                                                                     | 20 de outubro de 2021   | 7.36                |
| 201          | 6            | "Dead Zone"                       | Matt Earl Beesley | Ashley Cooper                                                                  | 27 de outubro de 2021   | 6.80                |
| 202          | 7            | "Whom Shall I Fear?"              | Reza Tabrizi      | Victor Teran                                                                   | 3 de novembro de 2021   | 7.00                |
| 203          | 8            | "What Happened at Whiskey Point?" | Stephen Cragg     | Andrea Newman & Michael Gilvary                                                | 10 de novembro de 2021  | 6.63                |
| 204          | 9            | "Winterfest"                      | Reza Tabrizi      | Derek Haas                                                                     | 8 de dezembro de 2021   | 6.77                |
| 205          | 10           | "Back with a Bang"                | Matt Earl Beesley | Andrea Newman & Michael Gilvary                                                | 5 de janeiro de 2022    | 7.15                |
| 206          | 11           | "Fog of War"                      | Lisa Robinson     | Matt Whitney                                                                   | 12 de janeiro de 2022   | 7.41                |
| 207          | 12           | "Show of Force"                   | Lisa Demaine      | História por : Elizabeth Sherman Roteiro por : Andrea Newman & Michael Gilvary | 19 de janeiro de 2022   | 7.27                |
| 208          | 13           | "Fire Cop"                        | Kantú Lentz       | Andrea Newman & Michael Gilvary                                                | 23 de fevereiro de 2022 | 6.83                |
| 209          | 14           | "An Officer with Grit"            | Stephen Cragg     | Matt Demblowski                                                                | 2 de março de 2022      | 6.89                |
| 210          | 15           | "The Missing Piece"               | Daniel Willis     | Andrea Newman & Michael Gilvary                                                | 9 de março de 2022      | 7.14                |
| 211          | 16           | "Hot and Fast"                    | Lisa Demaine      | Elizabeth Sherman                                                              | 16 de março de 2022     | 6.66                |
| 212          | 17           | "Keep You Safe"                   | Reza Tabrizi      | Ashley Cooper                                                                  | 6 de abril de 2022      | 7.39                |
| 213          | 18           | "What's Inside You"               | Brenna Malloy     | Derek Haas                                                                     | 13 de abril de 2022     | 7.07                |
| 214          | 19           | "Finish What You Started"         | Carlos Bernard    | Matt Whitney                                                                   | 20 de abril de 2022     | 7.21                |
| 215          | 20           | "Halfway to the Moon"             | Lisa Robinson     | Andrea Newman & Michael Gilvary                                                | 11 de maio de 2022      | 6.78                |
| 216          | 21           | "Last Chance"                     | Brenna Malloy     | Victor Teran                                                                   | 18 de maio de 2022      | 6.79                |
| 217          | 22           | "The Magnificent City of Chicago" | Reza Tabrizi      | Andrea Newman & Michael Gilvary                                                | 25 de maio de 2022      | 7.03                |

### Temporada 11 (2022–23)
| N.º na série | N.º na temp. | Título                       | Dirigido por         | Escrito por                                                                | Exibição original       | Audiência (milhões) |
| ------------ | ------------ | ---------------------------- | -------------------- | -------------------------------------------------------------------------- | ----------------------- | ------------------- |
| 218          | 1            | "Hold on Tight"              | Reza Tabrizi         | Andrea Newman & Michael Gilvary                                            | 21 de setembro de 2022  | 6.75                |
| 219          | 2            | "Every Scar Tells a Story"   | Brenna Malloy        | Matt Whitney                                                               | 28 de setembro de 2022  | 6.76                |
| 220          | 3            | "Completely Shattered"       | Matt Earl Beesley    | Derek Haas                                                                 | 5 de outubro de 2022    | 7.35                |
| 221          | 4            | "The Center of the Universe" | Stephen Cragg        | Andrea Newman & Michael Gilvary                                            | 12 de outubro de 2022   | 7.16                |
| 222          | 5            | "Haunted House"              | Reza Tabrizi         | Victor Teran                                                               | 19 de outubro de 2022   | 7.03                |
| 223          | 6            | "All-Out Mystery"            | Brenna Malloy        | Andrea Newman & Michael Gilvary                                            | 2 de novembro de 2022   | 6.56                |
| 224          | 7            | "Angry Is Easier"            | Kantu Lentz          | Elizabeth Sherman                                                          | 9 de novembro de 2022   | 6.19                |
| 225          | 8            | "A Beautiful Life"           | Lisa Robinson        | História por : Ashley Cooper Roteiro por : Andrea Newman & Michael Gilvary | 16 de novembro de 2022  | 6.90                |
| 226          | 9            | "Nemesis"                    | Reza Tabrizi         | Victor Teran                                                               | 7 de dezembro de 2022   | 6.85                |
| 227          | 10           | "Something For the Pain"     | Matt Earl Beesley    | Matt Whitney                                                               | 4 de janeiro de 2023    | 7.06                |
| 228          | 11           | "A Guy I Used to Know"       | Oscar Rene Lozoya II | Michael Gilvary                                                            | 11 de janeiro de 2023   | 6.84                |
| 229          | 12           | "How Does It End?"           | Heather Cappiello    | Matt Demblowski                                                            | 18 de janeiro de 2023   | 7.19                |
| 230          | 13           | "The Man of the Moment"      | Matt Earl Beesley    | Andrea Newman                                                              | 15 de fevereiro de 2023 | 6.73                |
| 231          | 14           | "Run Like Hell"              | William Eichler      | Elizabeth Sherman                                                          | 22 de fevereiro de 2023 | 6.99                |
| 232          | 15           | "Damage Control"             | Lisa Demaine         | Victor Teran                                                               | 1 de março de 2023      | 6.72                |
| 233          | 16           | "Acting Up"                  | Reza Tabrizi         | Andrea Newman & Michael Gilvary                                            | 22 de março de 2023     | 6.78                |
| 234          | 17           | "The First Symptom"          | Paul McCrane         | Matt Whitney                                                               | 29 de março de 2023     | 6.84                |
| 235          | 18           | "Danger Is All Around"       | Tayo Amos            | Elizabeth Sherman                                                          | 5 de abril de 2023      | 6.77                |
| 236          | 19           | "Take a Shot at the King"    | Stephen Cragg        | Ashley Cooper                                                              | 3 de maio de 2023       | 6.11                |
| 237          | 20           | "Never, Ever Make a Mistake" | Lisa Demaine         | Andrea Newman                                                              | 10 de maio de 2023      | 5.95                |
| 238          | 21           | "Change of Plans"            | Lisa Robinson        | Victor Teran                                                               | 17 de maio de 2023      | 6.02                |
| 239          | 22           | "Red Waterfall"              | Reza Tabrizi         | Andrea Newman & Michael Gilvary                                            | 24 de maio de 2023      | 6.09                |

### Temporada 12 (2024)
| N.º na série | N.º na temp. | Título              | Dirigido por | Escrito por     | Exibição original      | Audiência (milhões) |
| ------------ | ------------ | ------------------- | ------------ | --------------- | ---------------------- | ------------------- |
| 240          | 1            | "Barely Gone"       | Reza Tabrizi | Andrea Newman   | 17 de janeiro de 2024  | 7.00                |
| 241          | 2            | "Call Me McHolland" | Lisa Demaine | Matt Whitney    | 24 de janeiro de 2021  | 6.58                |
| 242          | 3            | "Trapped"           | Reza Tabrizi | Michael Gilvary | 31 de janeiro de 2024  | 6.73                |
| 243          | 4            | "The Little Things" | ASA          | ASA             | 7 de fevereiro de 2024 | 6.30                |

## Audiência
| Temporada | Temporada | Ep. 1 | Ep. 2 | Ep. 3 | Ep. 4 | Ep. 5 | Ep. 6 | Ep. 7 | Ep. 8 | Ep. 9 | Ep. 10 | Ep. 11 | Ep. 12 | Ep. 13 | Ep. 14 | Ep. 15 | Ep. 16 | Ep. 17 | Ep. 18 | Ep. 19 | Ep. 20 | Ep. 21 | Ep. 22 | Ep. 23 | Ep. 24 |
| --------- | --------- | ----- | ----- | ----- | ----- | ----- | ----- | ----- | ----- | ----- | ------ | ------ | ------ | ------ | ------ | ------ | ------ | ------ | ------ | ------ | ------ | ------ | ------ | ------ | ------ |
|           | 1         | 6.61  | 5.85  | 6.42  | 5.62  | 7.03  | 5.77  | 5.55  | 7.21  | 4.87  | 6.75   | 8.54   | 8.04   | 7.31   | 6.60   | 6.65   | 6.50   | 6.62   | 6.39   | 6.85   | 6.37   | 6.35   | 6.89   | 6.90   | 6.13   |
|           | 2         | 8.90  | 8.74  | 7.43  | 8.08  | 7.45  | 7.66  | 7.49  | 6.91  | 8.22  | 9.32   | 6.87   | 6.76   | 7.13   | 7.06   | 7.07   | 7.21   | 6.96   | 6.96   | 6.90   | 7.06   | 6.92   | 7.12   | N/A    | N/A    |
|           | 3         | 9.14  | 8.71  | 8.39  | 7.11  | 7.45  | 7.23  | 9.06  | 7.75  | 6.02  | 7.36   | 6.77   | 6.66   | 6.52   | 6.29   | 6.26   | 9.07   | 8.57   | 6.96   | 8.43   | 6.72   | 6.85   | 6.76   | 6.66   | N/A    |
|           | 4         | 7.37  | 7.64  | 7.80  | 8.11  | 8.15  | 7.95  | 7.34  | 8.62  | 9.13  | 7.43   | 8.16   | 8.46   | 8.18   | 8.13   | 7.53   | 7.80   | 8.66   | 7.68   | 8.17   | 8.22   | 7.79   | 7.98   | 7.91   | N/A    |
|           | 5         | 7.52  | 7.40  | 6.93  | 6.65  | 6.99  | 6.48  | 7.94  | 7.77  | 7.62  | 7.15   | 7.38   | 6.87   | 6.77   | 7.16   | 9.01   | 7.21   | 6.68   | 6.29   | 6.91   | 6.08   | 5.92   | 6.30   | N/A    | N/A    |
|           | 6         | 7.19  | 6.13  | 6.16  | 6.35  | 6.55  | 5.88  | 5.96  | 5.30  | 5.68  | 6.06   | 5.67   | 5.67   | 6.24   | 6.88   | 6.88   | 5.42   | 5.48   | 5.64   | 5.39   | 5.55   | 5.54   | 5.95   | 5.95   | N/A    |
|           | 7         | 8.08  | 8.10  | 8.41  | 7.88  | 7.70  | 7.97  | 8.26  | 7.29  | 7.94  | 8.01   | 8.03   | 8.43   | 8.79   | 8.43   | 8.85   | 8.27   | 8.26   | 8.24   | 8.11   | 7.74   | 7.96   | 7.51   | N/A    | N/A    |
|           | 8         | 7.32  | 7.64  | 7.70  | 8.23  | 7.87  | 7.45  | 7.68  | 7.17  | 8.36  | 7.95   | 8.17   | 8.18   | 8.18   | 8.28   | 8.66   | 8.26   | 9.02   | 9.20   | 8.99   | 9.46   | N/A    | N/A    | N/A    | N/A    |
|           | 9         | 7.23  | 7.77  | 7.26  | 6.95  | 7.31  | 7.50  | 7.29  | 7.04  | 7.48  | 7.35   | 6.65   | 6.92   | 7.22   | 7.08   | 6.84   | 7.26   | N/A    | N/A    | N/A    | N/A    | N/A    | N/A    | N/A    | N/A    |
|           | 10        | 7.28  | 7.36  | 7.18  | 7.25  | 7.36  | 6.80  | 7.00  | 6.63  | 6.77  | 7.15   | 7.41   | 7.27   | 6.83   | 6.89   | 7.14   | 6.66   | 7.39   | 7.07   | 7.21   | 6.78   | 6.79   | 7.03   | N/A    | N/A    |
|           | 11        | 6.75  | 6.76  | 7.35  | 7.16  | 7.03  | 6.56  | 6.19  | 6.90  | 6.85  | 7.06   | 6.84   | 7.19   | 6.73   | 6.99   | 6.72   | 6.78   | 6.84   | 6.77   | 6.11   | 5.95   | 6.02   | 6.09   | N/A    | N/A    |
|           | 12        | 7.00  | 6.58  | 6.73  | 6.30  | 6.40  | 6.58  | 6.33  | 6.26  | 6.07  | 6.04   | 6.07   | 5.85   | 5.78   | N/A    | N/A    | N/A    | N/A    | N/A    | N/A    | N/A    | N/A    | N/A    | N/A    | N/A    |
|           | 13        | 5.60  | 5.65  | 5.42  | 5.63  | 5.90  | 5.77  | 5.71  | 5.71  | 5.76  | 5.64   | 6.31   | 5.92   | 5.89   | 5.61   | 5.65   | 5.72   | 5.69   | 5.58   | 5.27   | 5.41   | 5.39   | 5.60   | N/A    | N/A    |